# 皮庫洛維奇
49°52′0″N 24°14′21″E / 49.86667°N 24.23917°E

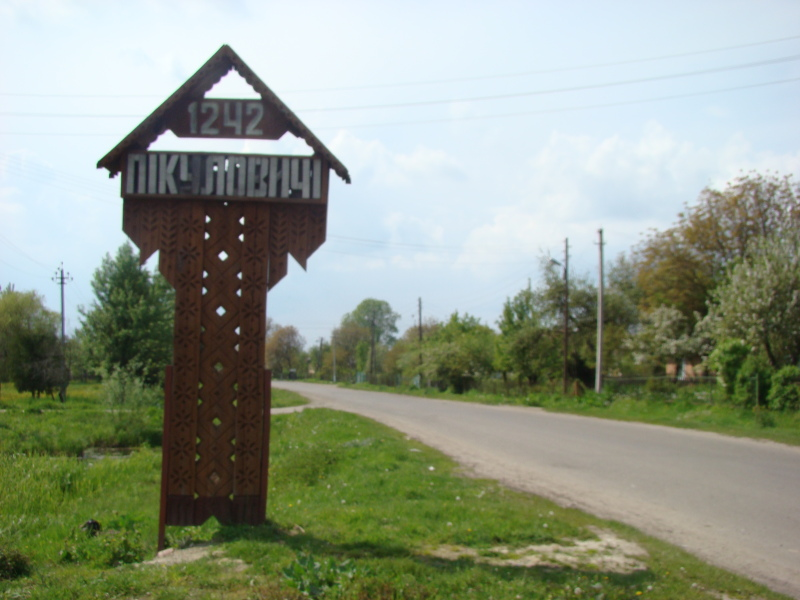

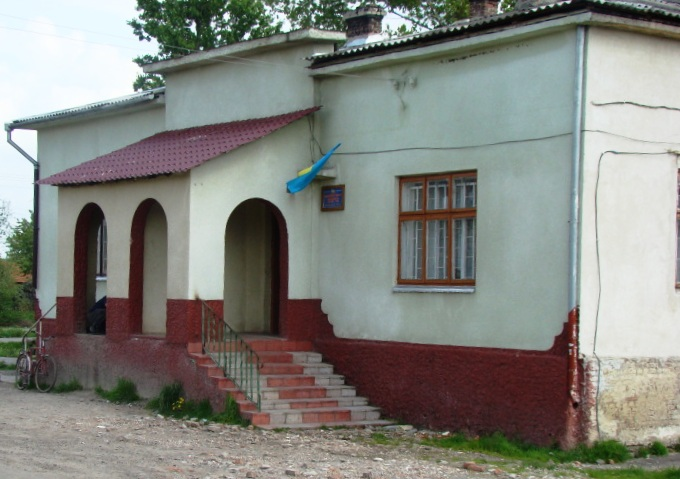

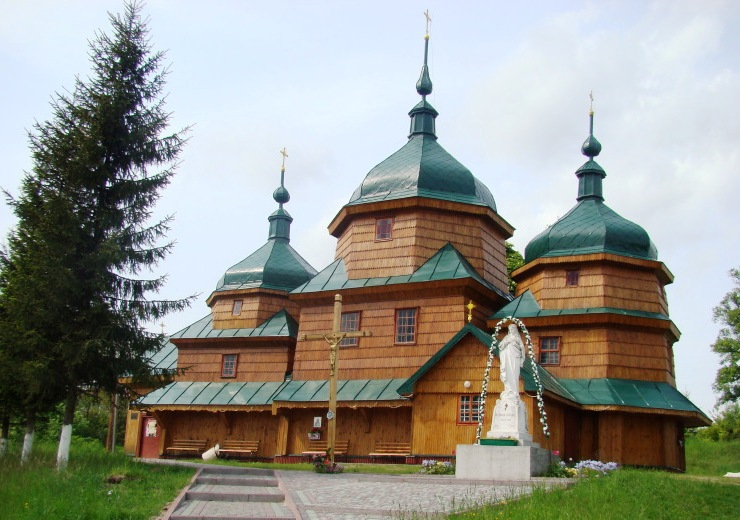

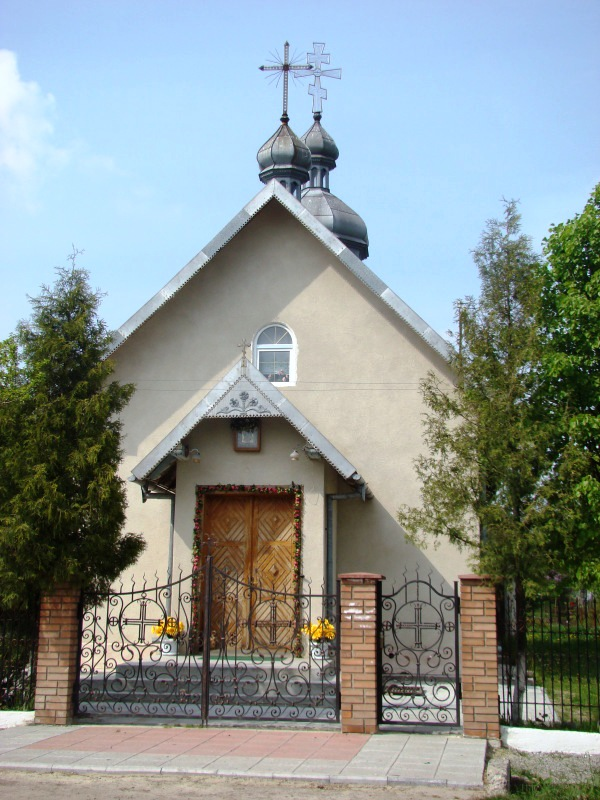

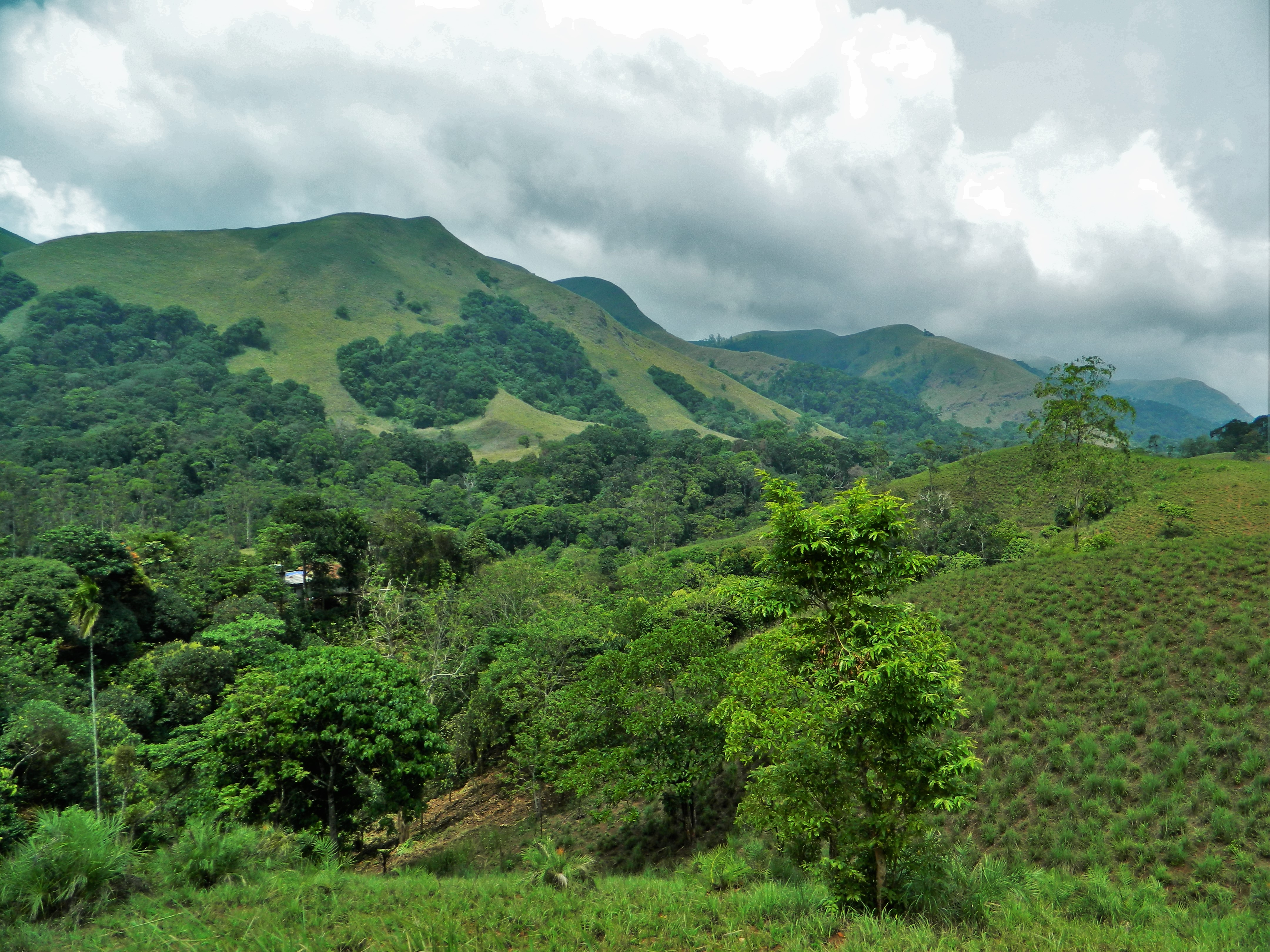

皮庫洛維奇（烏克蘭語：Пикуловичі），是烏克蘭西部的村莊，隸屬利維夫州的利維夫區。該村始建於1242年，面積3.73平方公里，海拔高度226米，2022年人口▼1,772，人口密度每平方公里435.39人。